# Silverthorn (álbum)
Silverthorn es el décimo álbum de la banda de metal Kamelot. Fue estrenado bajo la sello discográfico alemán Steamhammer, una subdivisión de SPV, el 26 de octubre de 2012 en Alemania, el 29 del mismo mes por toda Europa y un día después en Norteamérica. Japón vio el lanzamiento el 24 de octubre mediante King Records Archivado el 9 de septiembre de 2012 en Wayback Machine.. Es el primer álbum en presentar a Tommy Karevik como nuevo vocalista luego de que Roy Khan abandonara la banda en el año 2011 Archivado el 19 de agosto de 2014 en Wayback Machine.. También es el tercer álbum conceptual de la banda . La historia es sobre una niña del siglo XIX llamada Jolee, quien muere a manos de sus hermanos gemelos. Se trata de una familia sumida en trágicos eventos que los llevan a cometer encubrimientos, secretos y traiciones. Jolee, el personaje principal en forma adulta y como “Angel of Afterlife”, puede apreciarse en la portada del álbum . El primer sencillo del álbum es “Sacrimony (Angel of Afterlife)”, lanzado vía iTunes el 5 de septiembre de este mismo año. Archivado el 9 de septiembre de 2012 en Wayback Machine.
El vídeo oficial del sencillo "Sacrimony (Angel of Afterlife)" fue lanzado el 22 de octubre. Recién el 10 de julio del siguiente año es publicado el segundo video del álbum, "My Confession", que cuenta con la participación del cuarteto de cuerdas "EKLIPSE". Y el 17 de agosto del mismo año se publica en su canal oficial de Youtube el video de "Falling Like The Fahrenheit", hecho con recopilaciones de imágenes de su última gira.

## Lista de canciones
Toda la música compuesta por Kamelot. 
| N.º | Título | Duración |  |
| 1.  | «Manus Dei» | 2:12     |  |
| 2.  | «Sacrimony (Angel of Afterlife)» (feat. Elize Ryd & Alissa White-Gluz)                                                        | 4:39     |  |
| 3.  | «Ashes to Ashes» | 3:58     |  |
| 4.  | «Torn» | 3:51     |  |
| 5.  | «Song for Jolee» | 4:33     |  |
| 6.  | «Veritas» (feat. Elize Ryd)                                                                                                   | 4:34     |  |
| 7.  | «My Confession» | 4:33     |  |
| 8.  | «Silverthorn» | 4:51     |  |
| 9.  | «Falling Like the Fahrenheit» (feat. Elize Ryd)                                                                               | 5:06     |  |
| 10. | «Solitaire» | 4:56     |  |
| 11. | «Prodigal Son - Part I: Funerale - Part II: Burden of Shame (The Branding) - Part III: The Journey» (feat. Alissa White-Gluz) | 8:52     |  |
| 12. | «Continuum» | 1:48     |  |

| Pista adicional solo Japón |                    |          |  |
| N.º                        | Título             | Duración |  |
| 13.                        | «Leaving Too Soon» | 3:51     |  |

| Box Set Edition (Segundo CD - versión instrumental) | |          |  |
| N.º                                                 | Título                                                                                                | Duración |  |
| 1.                                                  | «Manus Dei»                                                                                           | 2:12     |  |
| 2.                                                  | «Sacrimony (Angel of Afterlife)»                                                                      | 4:39     |  |
| 3.                                                  | «Kismet»                                                                                              | 1:41     |  |
| 4.                                                  | «Ashes to Ashes»                                                                                      | 3:58     |  |
| 5.                                                  | «Torn»                                                                                                | 3:51     |  |
| 6.                                                  | «Song for Jolee»                                                                                      | 4:33     |  |
| 7.                                                  | «Veritas»                                                                                             | 4:34     |  |
| 8.                                                  | «My Confession»                                                                                       | 4:33     |  |
| 9.                                                  | «Silverthorn»                                                                                         | 4:51     |  |
| 10.                                                 | «Falling Like the Fahrenheit»                                                                         | 5:06     |  |
| 11.                                                 | «Solitaire»                                                                                           | 4:56     |  |
| 12.                                                 | «Prodigal Son ) - Part I: Funerale - Part II: Burden of Shame (The Branding) - Part III: The Journey» | 8:52     |  |
| 13.                                                 | «Continuum»                                                                                           | 1:48     |  |
| 14.                                                 | «Grace (Bonus Track)» (ft Niklas Engelin)                                                             | 3:24     |  |

## Sacrimony
Lanzado por iTunes el 5 de septiembre de 2012, es el primer sencillo de "Silverthorn". El track exclusivo "Welcome Home" vino en el CD físico junto a la revista sueca "Sweden Rock Magazine".

| N.º | Título                           | Duración |  |
| 1.  | «Sacrimony (Angel of Afterlife)» | 4:47     |  |
| 2.  | «Welcome Home»                   | 2:51     |  |

## Falling Like the Fahrenheit
Lanzado por medio digital el 9 de febrero de 2013, es el segundo sencillo de "Silverthorn". Además del tema original del disco, ofrece una versión radio-edit.

| N.º | Título                                        | Duración |  |
| 1.  | «Falling Like the Fahrenheit (Radio-Edit)»    | 3:44     |  |
| 2.  | «Falling Like the Fahrenheit (Album Version)» | 5:06     |  |

## Personal

### Miembros de la banda
- Tommy Karevik: vocalista
- Thomas Youngblood: guitarra eléctrica
- Sean Tibbets: bajo eléctrico
- Oliver Palotai: teclado electrónico)
- Casey Grillo: batería

### Invitados especiales
- Elize Ryd (Amaranthe):  voces femeninas en Sacrimony (Angel of Afterlife), Veritas y Falling Like the Fahrenheit.
- Alissa White-Gluz (Arch Enemy):  voces guturales en “Sacrimony (Angel of Afterlife)” y voces en “Prodigal Son – Part III”.
- Sascha Paeth: guitarras adicionales y voces fuertes en “Ashes to Ashes”.
- Miro: teclados y orquestaciones en “Sacrimony (Angel of Afterlife)” (con Oliver Palotai), “Ashes to Ashes”, “Torn”, “Falling Like the Fahrenheit” y “Solitaire”. Conexión entre “Manus Dei” a “Sacrimony (Angel of Afterlife)”.
- Niklas Engelin: guitarra en la canción "Grace".
- Apollo Papathanasio: voces adicionales en "Grace".
- Annelise Youngblood:  voces infantiles.
- Coro de niños de Silverthorn: Emilie Paeth, Noa Rizzo y Annelise Youngblood.
- Coro de Silverthorn: Amanda Somerville, Elize Ryd, Robert Hunneke Rizzo, Thomas Rettke, Simon Oberender, Cinzia Rizzo (con solo en "Continuum”).
- Luca Turilli: consultor de latín.
- István Tamás: acordeón en “Veritas”.
- Eklipse: cuerdas en “Sacrimony (Angel of Aftelife)”, “Falling Like the Fahrenheit” y “My Confession”.